# Odontomantis hainana
Odontomantis hainana är en bönsyrseart som beskrevs av Tinkham 1937. Odontomantis hainana ingår i släktet Odontomantis och familjen Hymenopodidae. Inga underarter finns listade i Catalogue of Life.